# دارکوب گردن‌سیاه
دارکوب گردن‌سیاه یا فلیکر گردن‌سیاه (نام علمی: Colaptes atricollis) گونه‌ای از پرندگان در زیرتیرهٔ Picinae از خانواده دارکوبان (Picidae) است. بومی پرو است.
دارکوب گردن‌سیاه دارای دو زیرگونه است، زیرگونهٔ نمادین C. a. atricollis (مالهربه، ۱۸۵۰) و C. a. peruvianus (رایشنباخ، 1854).